# Irma Testa
Irma Testa (Torre Annunziata, 28 december 1997) is een Italiaans boksster. Ze nam tweemaal deel aan de Olympische Spelen en won daarbij een bronzen medaille.

## Carrière
Testa begon op twaalfjarige leeftijd met boksen bij Boxe Vesuviana in haar thuisstad en werd daar getraind door Lucio Zurlo. Ze won in 2012 de nationale titel bij de junioren in de categorie tot 50 kg en brons bij de Europese juniorenkampioenschap in Władysławowo. Het jaar daarop werd ze in Albena wereldkampioen bij de junioren in de klasse tot 52 kg. Daarnaast behaalde ze bij het EU-kampioenschap voor junioren in Keszthely de zilveren medaille. In 2014 werd ze bij de jeugd vice-wereldkampioen in de categorie tot 51 kg in Sofia en Europees kampioen tot 54 kg in Assisi. Verder nam Testa deel aan de Olympische Jeugdspelen in Nanning waar ze eveneens zilver won in de klasse tot 51 kg na de finale verloren te hebben van de Chinese Chang Yuan. Het jaar daarop werd ze in Taipei wereldkampioen bij de jeugd in de categorie tot 57 kg. Hetzelfde jaar begon ze te trainen bij de politiesportvereniging Gruppo Sportivo Fiamme Oro.
Testa kwalificeerde zich in april 2016 via het kwalificatietoernooi in Samsun voor de Olympische Spelen in Rio de Janeiro later dat jaar, waar ze uit kwam in de categorie tot 60 kg. Bij haar olympisch debuut bereikte ze de kwartfinale die verloren werd van de latere kampioene, Estelle Mossely, uit Frankrijk. Het daaropvolgende jaar behaalde ze in dezelfde gewichtsklasse een bronzen medaille bij EU-kampioenschap in Cascia, nadat ze in de halve finale verslagen werd door de Ierse Kellie Harrington. Bij het wereldkampioenschap boksen in New Delhi in 2018 kwam ze niet verder dan de eerste ronde tegen de Engelse Paige Murney. Het jaar daarop werd ze in Alcobendas Europees kampioen in de categorie tot 57 kg door Karriss Artingstall uit Engeland in de finale te verslaan. In 2021 plaatste Testa zich via het kwalificatietoernooi in Villebon-sur-Yvette voor de Olympische Spelen later dat jaar. In Tokio behaalde ze in het vedergewicht (tot 57 kg) een bronzen medaille, nadat ze de halve finale verloren had van de Filipijnse Nesthy Petecio.

## Palmares
| Jaar | Toernooi                  | Resultaat | Gewichtsklasse |
| ---- | ------------------------- | --------- | -------------- |
| 2014 | Olympische Jeugdspelen    | Zilver    | vlieg (−51 kg) |
| 2016 | Olympische Spelen         | 5e        | licht (−60 kg) |
| 2017 | EU-kampioenschappen       | Brons     | licht (−60 kg) |
| 2019 | Europese kampioenschappen | Goud      | veder (−57 kg) |
| 2021 | Olympische Spelen         | Brons     | veder (−57 kg) |
| 2022 | Wereldkampioenschappen    | Zilver    | veder (−57 kg) |

## Persoonlijk
In 2018 verscheen de documentaire Butterfly van Alessandro Cassigoli en Casey Kauffman die op het internationaal filmfestival van Rome in première ging en waarin ze centraal stond. De film volgde Testa in hoe zij toewerkte naar de Olympische Spelen van 2016 en haar uiteindelijke optreden in Rio. Ze is verder openlijk homoseksueel en kwam in 2021 uit de kast.